# Escape Clause (The Twilight Zone)
“Escape Clause” is een aflevering van de Amerikaanse televisieserie The Twilight Zone. De aflevering werd geschreven door Rod Serling.

## Plot

### Opening
You're about to meet a hypochondriac. Witness Mr. Walter Bedeker, age forty-four, afraid of the following: death, disease, other people, germs, draft, and everything else. He has one interest in life, and that's Walter Bedeker. One preoccupation: the life and well-being of Walter Bedeker. One abiding concern about society: that if Walter Bedeker should die, how will it survive without him?
— Rod Serling

### Verhaal
Een kwaadwillige hypochonder genaamd Walker verkoopt zijn ziel aan de duivel in ruil voor onsterfelijkheid. Hij koppelt er genoeg eisen aan om voorgoed uit Satans handen te blijven. Tot zijn verbazing probeert de duivel hem niet met geweld mee te nemen. Hij geeft Walker enkel een ontsnappingsclausule in hun deal, zodat Walker kan sterven als hij dat ooit zou willen.
Walker gebruikt zijn nieuwe onsterfelijkheid om verzekeringsgeld op te strijken door zichzelf steeds in gevaarlijke situaties te storten. Maar al snel begint dit te vervelen. Hij wil een keer iets anders spannends meemaken. Daarom gaat hij naar de politie en bekent zijn vrouw te hebben vermoord (die in werkelijkheid door een ongeluk om het leven is gekomen). Hij hoopt zo de elektrische stoel te krijgen. Zijn advocaat is echter te goed en Walker krijgt in plaats daarvan een levenslange gevangenisstraf opgelegd zonder kans op vervroegde vrijlating.
Aan het eind krijgt Walker bezoek in de gevangenis van de duivel, die hem nogmaals herinnert aan zijn ontsnappingsclausule. Omdat hij anders voor eeuwig in de gevangenis zal moeten blijven, stemt Walker toe en sterft aan een hartaanval.

### Slot
There's a saying, 'Every man is put on Earth condemned to die, time and method of execution unknown.' Perhaps this is as it should be. Case in point: Walter Bedeker, lately deceased, a little man with such a yen to live. Beaten by the Devil, by his own boredom, and by the scheme of things in this, the Twilight Zone. 
— Rod Serling

## Rolverdeling
- David Wayne - Walter Bedeker
- Thomas Gomez - Mr. Cadwallader/De duivel
- Virginia Christine - Ethel Bedeker

## Trivia
In de attractie The Twilight Zone Tower of Terror zit een verwijzing naar deze aflevering. In de lift hangt de mededeling dat de lift voor het laatst is nagekeken door Mr. Cadwallader.
"Escape Clause" was een van de drie afleveringen genoemd door Rod Serling in zijn promotiefilm uit 1959 waarmee hij nieuwe sponsors voor de serie probeerde te krijgen. De andere zijn "The Lonely" en "Mr. Denton on Doomsday".